# Makiyamaia sibogae
Makiyamaia sibogae is een slakkensoort uit de familie van de Clavatulidae. De wetenschappelijke naam van de soort is voor het eerst geldig gepubliceerd in 1970 door Shuto.